# Бурозубка Байрда
Бурозубка Байрда (лат. Sorex bairdi) — вид насекомоядных млекопитающих из семейства землеройковых. Эндемик северо-западного Орегона, обитает во влажных хвойных лесах.

## Описание
Зимой цвет меха более тёмно-коричневый, чем летом, когда он коричневато-каштановый или оливково-коричневый, с более бледными боками и брюшком. Самцы и самки примерно одинакового размера, что характерно для бурозубок в целом. Как и другие виды бурозубок, бурозубка Байрда питается насекомыми, червями, улитками и пауками. Леса своего ареала она делит с шестью другими видами землероек, в том числе, с тихоокеанской бурозубкой.
Длина тела составляет от 100 до 143 мм, средний вес — 7,6 г, но может варьироваться от 5,5 до 11,2 г.

## Систематика
Выделяют два подвида:
- Sorex bairdi bairdi, (Merriam, 1895) Местообитания вида: Орегон, округ Клэтсоп, Астория.
- Sorex bairdi permiliensis, (Jackson, 1918). Местообитание вида: Озеро Пермилия, западное основание горы Джефферсон, Каскадные горы, округ Марион, Орегон.